# Синекрылая питта
Синекрылая питта, или  индийская питта, или нуранг (лат. Pitta brachyura), — вид птиц из семейства питтовых. Подвидов не выделяют. Вид внесён в Красный список МСОП как вид, вызывающий наименьшее опасение (LC).

## Внешний вид
Синекрылая питта достигает длины около 18 см и массы от 47 до 66 см; размах крыльев — около 40 см. У птицы длинные ноги и очень короткий хвост. Половой диморфизм не выражен. У взрослых особей верхняя часть головы тёмно-коричневая с чёрной полосой по центру, надбровье белое, широкая чёрная полоса проходит от уздечки до затылка, под глазом заметна белая линия. Верхняя часть тела тёмно-зелёная, надхвостье голубое, хвост чёрный с тускло-синим кончиком. На малых кроющих перьев крыльев большое блестящее синее пятно. Маховые перья черноватые с бледными кончиками. большое белое пятно на первостепенных маховых перьях и внутренние второстепенные маховые перья с белым кончиками. Подбородок и горло беловатые, остальная нижняя часть тела золотисто-охристая, за исключением алых центра брюха и нижних кроющих перьев хвоста. Радужная оболочка тёмно-коричневая, клюв чёрный, ноги розоватые.

## Распространение
Обитает в тропических и субтропических лесах и кустарниковых зарослях в Индии. Северные популяции прилетают на зимовку в Южную Индию или Шри-Ланку.

## Питание
В рацион входят фрукты, семена, насекомые и мелкие позвоночные, добываемые на земле или на деревьях. Чаще всего птицу можно увидеть на лесной подложке или под ней, когда она ищет себе пропитание. 

## Экология и поведение
Индийские питты размножаются в основном в предгорьях Гималаев от холмов Маргалла на севере Пакистана на западе по крайней мере, до Непала и, возможно, до Сиккима на востоке. Также размножаются на холмах центральной Индии и в Западных Гатах к югу от Карнатаки. Размножаются питты во время юго-западного муссона с июня по август; пик размножения приходится на июнь (в центральной Индии) или июль (в северной Индии). Гнездо птицы, расположенное на ветвях низко над землёй либо на земле, представляет собой шарообразное строение с круглым входом с одной стороны, построенное из опавших листьев и травы. В кладке 4-5 глянцево-белых яиц с тёмными пурпурными или бордовыми крапинками.
У птиц были отмечены паразиты птичьей малярии.